# Náchod (distrito)
Náchod é um distrito da República Checa na região de Hradec Králové, com uma área de 852 km² com uma população de 112.714 habitantes (2002) e com uma densidade populacional de 132 hab/km².